# Nisku
Nisku est un hameau situé dans la province d'Alberta, dans le centre.